# PostP Bay 61
Die bayerischen PostP Bay 61 (nach DR-Gattungskonventionen) waren zweiachsige Postwagen nach Blatt-Nr. 126 des Wagenverzeichnisses von 1897 (Blatt-Nr. 209 des Verzeichnisses von 1913), die zur ersten Generation von Bahnpostwagen gehören.

## Geschichte
--> Zur Geschichte siehe die einleitenden Worte in der Liste der Bayerischen Personenwagen

## Beschaffung
Zwischen 1861 und 1873 wurden bei der B.O.B. insgesamt 38 Wagen der Gattung M (steht als Abkürzung für Malle = Post) bzw. Mbr (gebremster Postwagen) in zwei unterschiedlichen Bauausführungen beschafft. Mit der Übernahme der B.O.B. durch die K.B.Sts.B zum 1. November 1875 wurden alle Wagen in deren Wagenpark als Gattung B.P. eingereiht. Bei der bayerischen Verwaltung wurden in den Jahren um 1890 insgesamt zwölf Wagen zu Personenwagen mit Postabteil um (CPost Bay 61 und CPost Bay 64) und weitere neun Wagen in solche mit Gepäckabteil (PostP Bay 61 und PostP Bay 64). Von den verbliebenen achtzehn Wagen erhielten sieben Intercommunication und wurden der Gattung Posti Bay 61 und nur elf Wagen blieben reine Postwagen (Gattung Post Bay 64).

## Konstruktive Merkmale

### Untergestell
Der Rahmen der Wagen hatte noch eine Mischbauform aus Holz und Eisen. Die äußeren Längsträger waren aus Eisen und hatten eine Doppel-T-Form. Die übrigen Querträger und auch die Pufferbohlen waren aus Holz. Als Zugeinrichtung hatten die Wagen Schraubenkupplungen mit Sicherheitshaken nach VDEV, die Zugstange war durchgehend und mittig gefedert. Als Stoßeinrichtung besaßen die Wagen Stangenpuffer in der Bauform für die B.O.B., die Pufferteller hatten einen Durchmesser von 370 mm.

### Laufwerk
Die Wagen hatten genietete Fachwerkachshalter aus Flacheisen der kurzen, geraden Bauform. Gelagert waren die Achsen in geteilten Gleitachslagern. Die Räder hatten Speichenradkörper der Form 24 und einen Raddurchmesser von 1.027 mm. Die Federung bestand aus einer neunlagigen Feder von 1.750 mm mit einem Querschnitt von 93 × 13 mm, die mit einfachen Laschen in den Federböcken befestigt waren.
Die Wagen waren mit Luftleitungen für Westinghousebremsen ausgestattet.

### Wagenkasten
Das Wagenkastengerippe bestand aus einem hölzernen Ständerwerk. Es war außen mit Blech und innen mit Holz verkleidet. Die Seitenwände waren an den Unterseiten leicht eingezogen. Die Wagen besaßen ein flach gewölbtes Dach, welches über die Seitenwände hinaus ragte. Sie hatten alle durchgehende, seitliche Laufbretter und Haltestangen.
Die ursprüngliche Zwischenwand, welche den Innenraum in zwei etwa gleich große Hälften unterteilte, wurde bei dem Umbau zum PostP entfernt. Auf der einen Seite befand sich der Gepäckraum, auf der anderen der Briefsortierraum.
Zur Beheizung verfügten die Wagen über eine Ofenheizung. Als Sekundärbahn-Wagen waren alle mit einer Leitung für die Dampfheizung ausgestattet.
Die Beleuchtung erfolgte durch Öl-Lampen.

## Skizzen, Musterblätter, Fotos

WV 1879, Skizze Blatt 055 zu Post Bay 61
WV 1879, Skizze Blatt 056 zu Post Bay 61
WV 1913, Skizze Blatt 209 zu PostP Bay 61

## Wagennummern
Die Daten sind im Wesentlichen den Wagenpark-Verzeichnissen der Kgl.Bayer.Staatseisenbahnen, aufgestellt nach dem Stande vom 1. Juli 1879, dem 31. März 1897, dem 31. März 1913  sowie dem Artikel von A. Mühl im Lok Magazin 102 entnommen.
| Blatt-Nr. aus WV von Gattung | Blatt-Nr. aus WV von Gattung | Blatt-Nr. aus WV von Gattung | 38 1872 M. | 51 1875 M. | 55 1879 B.P. | 100 1891 B.P. | Plan 1893 B.P. | 126 1897 PostP | 208 1913 PostP Bay 61 |  |        |   |       | (siehe jeweilige Legende) | (siehe jeweilige Legende) | (siehe jeweilige Legende) | (siehe jeweilige Legende) | (siehe jeweilige Legende) | A             | B | D | G | P | Z |               |
| 1861                         | Klett                        | 6                            | 1          | 6 401      | 18 264       | 15 551        | 15 551         | 15 551         |                       |  | Umbau  | 2 | 3.790 | 7.646                     | Pl, LS                    | E,H                       | P                         | O, L                      |               | 1 |   |   | 1 |   | aus Blatt 188 |
| 1861                         | Klett                        | 6                            | 2          | 6 402      | 18 265       | 15 552        | 15 552         |                |                       |  | <1913? | 2 | 3.790 | 7.646                     | Pl, LS                    | E,H                       | P                         | O, L                      |               | 1 |   |   | 1 |   |               |
| 1861                         | Klett                        | 6                            | 3          | 6 403      | 18 266       | 15 553        | 15 553         |                |                       |  | <1913? | 2 | 3.790 | 7.646                     | Pl, LS                    | E,H                       | P                         | O, L                      |               | 1 |   |   | 1 |   |               |
| 1861                         | Klett                        | 6                            | 4          | 6 404      | 18 267       | 15 554        | 15 554         |                |                       |  | <1913? | 2 | 3.790 | 7.646                     | Pl, LS                    | E,H                       | P                         | O, L                      |               | 1 |   |   | 1 |   |               |
| 1861                         | Klett                        | 6                            | 5          | 6 405      | 18 268       | 15 555        | 15 555         | 15 555         |                       |  | Umbau  | 2 | 3.790 | 7.646                     | Pl, LS                    | E,H                       | P                         | O, L                      | aus Blatt 188 | 1 |   |   | 1 |   |               |
| 1861                         | Klett                        | 6                            | 6          | 6 406      | 18 269       | 15 556        | 15 556         |                |                       |  | <1913? | 2 | 3.790 | 7.646                     | Pl, LS                    | E,H                       | P                         | O, L                      |               | 1 |   |   | 1 |   |               |
| Blatt-Nr. aus WV von Gattung | Blatt-Nr. aus WV von Gattung | Blatt-Nr. aus WV von Gattung | 39 1872 M. | 51 1875 M. | 55 1879 B.P. | 100 1891 B.P. | Plan 1893 B.P. | 126 1897 PostP | 208 1913 PostP Bay 61 |  |        |   |       | (siehe jeweilige Legende) | (siehe jeweilige Legende) | (siehe jeweilige Legende) | (siehe jeweilige Legende) | (siehe jeweilige Legende) | A             | B | D | G | P | Z |               |
| 1964                         | Rathg.                       | 3                            | 21         | 6 421      | 18 284       | 15 557        | 15 557         | 15 557         | 15 557                |  | < 1913 | 2 | 4.379 | 7.646                     | Wsbr, (Brh)               | E,H                       | Öl                        | O, L                      |               | 1 |   |   | 1 |   | aus Blatt 188 |
| 1964                         | Rathg.                       | 3                            | 22         | 6 422      | 18 285       | 15 558        | 15 558         | 15 558         | 15 558                |  | <??    | 2 | 4.379 | 7.646                     | Wsbr, (Brh)               | E,H                       | Öl                        | O, L                      |               | 1 |   |   | 1 |   | aus Blatt 188 |
| 1873                         | Rathg.                       | 3                            | 38         | ??         | 18 301       | 15 559        | 15 559         | 15 559         | 15 559                |  | <??    | 2 | 4.100 | 7.646                     | Wsbr, (Brh)               | E                         | Öl                        | O, L                      |               | 1 |   |   | 1 |   | aus Blatt 188 |